# Ezgi Asaroğlu
Ezgi Asaroğlu (n. 18 iunie 1987, İzmir, İzmir, Turcia) este o actriță turcă. Este cunoscută în special pentru rolul (personaj principal) pe care l-a avut în serialul Bahar: Viață furată (2014-2017).

## Filmografie
Debut: Bahar, viață furată(2014-2017);1001 de nopți(2006-2009); Kampuste cyplak ayaklar; Leyla ile Mecnun(2011-2013); Dragostea doare(2009); Ask Kirmizi; En Multu Oldugum Yer(2010);  Bir Dilim Așk(2004); Hatirla sevgili(2006-2008); Yacmurmdan Kacarcken; For a moment, Freedom(2008); Ne gezer Ask daglarda?(2005); Menekșe ile Halil(2007-2008); Cennetten Kovulmak; Kizlar Yurdu; Gece Sesleri(2008).
Premii: Dublin, Silk Road Film Festival. 
Nominalizări: Premiul portocala de aur pentru cea mai buna actriță-Național.
Actvitate:2004-prezent